# It's for you
《It's for you》为三枝夕夏IN db的第二张单曲。

## 内容
- 以动画片为主题，公信榜单曲排行榜初次排位20位，比前作排位大幅上升。
- 顺便一提的是，由作曲人川島だりあ的提供的叙事歌曲成为愛内里菜的「NAVY BLUE」以来的其它歌曲。

## 收录曲
1. It's for you
  - 作詞：三枝夕夏 / 作曲：川島だりあ / 編曲：池田大介
  - 东京电视台动画《鲁莽天使》片尾曲
2. Magic Summer
  - 作詞：三枝夕夏 / 作曲：德永晓人 / 編曲：池田大介
3. It's for you 〜Acoustic version〜 featuring Yoshinobu Ohga（guitar） from nothin' but love
4. It's for you 〜Instrumental〜

## 收录专辑
- Secret&Lies
- 三枝夕夏 IN db 1st 〜君と約束した優しいあの場所まで〜
- 三枝夕夏 IN d-best 〜Smile&Tears〜
- U-ka saegusa IN db Final Best